# المحفظة (قصة قصيرة)
المحفظة (بالفرنسية: La Bourse)‏ هي قصة قصيرة بقلم الروائي الفرنسي أونوريه دي بلزاك. تم نشرها في عام 1832 من قبل مام-ديلوناي كجزء من سلسلة «مشاهد من الحياة الخاصة» ضمن «الكوميديا الإنسانية». أما الطبعات اللاحقة من العمل فقد نشرت من قبل بيشيه عام 1835 وشاربنتييه عام 1839، وكل منهما أدخل قصة المحفظة بين «مشاهد من الحياة الباريسية». ولكن تمت إعادتها إلى «مشاهد من الحياة الخاصة» عندما أصدر فورن الطبعة الرابعة والأخيرة عام 1842؛ هذه النسخة المنقحة بشكل كبير من القصة ظهرت كثالث عمل في المجلد الأول من «الكوميديا الإنسانية».